# Paradise Run
Paradise Run est une émission de télévision américaine présentée par Daniella Monet, diffusée du 1er février 2016 au 26 janvier 2018 sur Nickelodeon.

## Principe
Au Hilton Waikoloa Village à Hawaï, trois équipes de deux participants font la course autour de la zone et participent à trois défis différents qui leur sont donnés par Daniella Monet à travers des tablettes qui leur sont fournies. Les équipes sont triées par Team Makani, qui est hawaïen pour « Vent », Team Nalu, qui est hawaïen pour « Vague », et Team Ahi, qui est hawaiien pour « Feu ». Après avoir suivi les instructions données pour compléter chaque défi, ils doivent attraper un souvenir, prendre un selfie avec lui sur leur tablette et l'envoyer à Daniella. Une fois les trois défis terminés, ils doivent résoudre une énigme à l'endroit de la ligne d'arrivée. La réponse de l'énigme est une suite où Daniella et les parents des équipes attendent, et l'équipe doit y courir. La première équipe à atteindre la ligne d'arrivée remporte un voyage de quatre jours et trois nuits à l'hôtel tandis que les finalistes reçoivent des prix de consolation.

## Production
Paradise Run a été repris par Nickelodeon en décembre 2015, quand il a été annoncé que Daniella Monet serait la présentatrice de l'émission. Elle présente trois équipes d'enfants qui s'affrontent dans une série de défis dans une station balnéaire hawaïenne. Il a été annoncé par Nickelodeon que l'émission serait diffusée le 1er février 2016,.
Elle est produite par Nickelodeon Productions et Stone Stanley Entertainment, qui avait déjà produit La Légende du Temple Maya, un autre jeu de Nickelodeon dans les années 1990.
Le 29 mars 2016, un appel de casting a été lancé pour permettre aux enfants de Maui d'auditionner pour participer à une deuxième saison de Paradise Run, pour un tournage prévu en mai-juin 2016.
La deuxième saison a été diffusée le 14 novembre 2016.
L'émission a été renouvelée pour une troisième saison par Nickelodeon le 9 mars 2017. La troisième saison a été diffusée le 13 novembre 2017.

## Émissions
| Saison | Saison | Émissions | États-Unis       | États-Unis      |
| Saison | Saison | Émissions | Début de saison  | Fin de saison   |
| ------ | ------ | --------- | ---------------- | --------------- |
|        | 1      | 20        | 1er février 2016 | 29 février 2016 |
|        | 2      | 20        | 14 novembre 2016 | 26 janvier 2017 |
|        | 3      | 30        | 13 novembre 2017 | 26 janvier 2018 |

### Première saison (2016)
| N° officiel | N° de saison | Titre original,                 | Date de diffusion, | Code de production |
| ----------- | ------------ | ------------------------------- | ------------------ | ------------------ |
| 1           | 1            | Besties                         | 1er février 2016   | 105                |
| 2           | 2            | Dig, Slide and Toss             | 2 février 2016     | 115                |
| 3           | 3            | Girl Power                      | 3 février 2016     | 118                |
| 4           | 4            | Puzzled Tiki                    | 4 février 2016     | 107                |
| 5           | 5            | Splish-Splash and Dash          | 5 février 2016     | 111                |
|             |              |                                 |                    |                    |
| 6           | 6            | Panic Under the Falls           | 8 février 2016     | 119                |
| 7           | 7            | Cabana-Rama Adventure           | 9 février 2016     | 116                |
| 8           | 8            | Hidden Zodiac                   | 10 février 2016    | 101                |
| 9           | 9            | Where's My Charger?             | 11 février 2016    | 109                |
| 10          | 10           | What a Mess                     | 12 février 2016    | 104                |
|             |              |                                 |                    |                    |
| 11          | 11           | Riddle Me This                  | 16 février 2016    | 110                |
| 12          | 12           | Hula What?                      | 17 février 2016    | 103                |
| 13          | 13           | Moving Statues                  | 18 février 2016    | 113                |
| 14          | 14           | Raging Falls                    | 19 février 2016    | 106                |
| 15          | 15           | Going Coconuts for Sand Dollars | 20 février 2016    | 117                |
|             |              |                                 |                    |                    |
| 16          | 16           | Mix 'n' Match                   | 23 février 2016    | 102                |
| 17          | 17           | Water Wonderland                | 24 février 2016    | 120                |
| 18          | 18           | Are We There Yet?               | 25 février 2016    | 108                |
| 19          | 19           | Puzzles in Paradise             | 26 février 2016    | 112                |
| 20          | 20           | What's Apple-Pine?              | 27 février 2016    | 114                |

### Deuxième saison (2016-2017)
| N° officiel | N° de saison | Titre original,                | Date de diffusion, | Code de production |
| ----------- | ------------ | ------------------------------ | ------------------ | ------------------ |
| 21          | 1            | It's All About the Thunderman! | 14 novembre 2016   | 216                |
| 22          | 2            | NRDD Run for Charity           | 15 novembre 2016   | 219                |
| 23          | 3            | Thundermans in Paradise        | 16 novembre 2016   | 217                |
| 24          | 4            | NRDD in the House              | 17 novembre 2016   | 220                |
| 25          | 5            | A Nick Showdown in Paradise    | 18 novembre 2016   | 218                |
|             |              |                                |                    |                    |
| 26          | 6            | Whose Underwear Is That?       | 2 janvier 2017     | 210                |
| 27          | 7            | I Scream for Ice-Cream         | 3 janvier 2017     | 205                |
| 28          | 8            | Lava Reception                 | 4 janvier 2017     | 204                |
| 29          | 9            | Forgive You Not                | 5 janvier 2017     | 215                |
| 30          | 10           | Crazy Lei, Crazy Time          | 6 janvier 2017     | 203                |
|             |              |                                |                    |                    |
| 31          | 11           | Rocketing Rainbow Scoops       | 10 janvier 2017    | 206                |
| 32          | 12           | Something's Fishy              | 11 janvier 2017    | 211                |
| 33          | 13           | The Butt Squeeze               | 12 janvier 2017    | 213                |
|             |              |                                |                    |                    |
| 34          | 14           | Zip, Launch & Fly              | 17 janvier 2017    | 201                |
| 35          | 15           | Paradise Express               | 18 janvier 2017    | 208                |
| 36          | 16           | Skip, Drip & Zip               | 19 janvier 2017    | 2141               |
|             |              |                                |                    |                    |
| 37          | 17           | Salute Your Frozen Butt        | 23 février 2017    | 212                |
| 38          | 18           | Very Important Party           | 24 février 2017    | 207                |
| 39          | 19           | Volcano-a-Go-Go                | 25 février 2017    | 209                |
| 40          | 20           | Can You Hear Me Now?           | 26 février 2017    | 202                |

### Troisième saison (2017-2018)
| N° officiel | N° de saison | Titre original,               | Date de diffusion, | Code de production |
| ----------- | ------------ | ----------------------------- | ------------------ | ------------------ |
| 41          | 1            | Thunder on the Run            | 13 novembre 2017   | 320                |
| 42          | 2            | Nicky, Ricky, Dicky & Run     | 14 novembre 2017   | 322                |
| 43          | 3            | Run Shakin                    | 15 novembre 2017   | 310                |
| 44          | 4            | A Rockin' Run with Thunder    | 16 novembre 2017   | 319                |
|             |              |                               |                    |                    |
| 45          | 5            | Game on Game Shakers          | 20 novembre 2017   | 311                |
| 46          | 6            | Paradise Quad Clash           | 20 novembre 2017   | 323                |
| 47          | 7            | Thunder-Quad, Assemble!       | 21 novembre 2017   | 321                |
| 48          | 8            | School of Rockin' in Hawaii   | 21 novembre 2017   | 318                |
| 49          | 9            | Clash of the Nick Celebs      | 22 novembre 2017   | 317                |
| 50          | 10           | Game Shaking Up the Run       | 22 novembre 2017   | 309                |
|             |              |                               |                    |                    |
| 51          | 11           | Shark Tooth Island Run        | 1er janvier 2018   | 304                |
| 52          | 12           | Island in Paradise            | 2 janvier 2018     | 308                |
| 53          | 13           | Paradise Island Run           | 3 janvier 2018     | 306                |
| 54          | 14           | Shark Tooth Surprise          | 4 janvier 2018     | 305                |
| 55          | 15           | Outrigger Run                 | 5 janvier 2018     | 307                |
|             |              |                               |                    |                    |
| 56          | 16           | Paradise on the Ropes         | 8 janvier 2018     | 316                |
| 57          | 17           | Paradise Raw-n                | 9 janvier 2018     | 312                |
| 58          | 18           | Punching in Paradise          | 10 janvier 2018    | 313                |
| 59          | 19           | A Superstar Showdown          | 11 janvier 2018    | 315                |
| 60          | 20           | Rumble Run                    | 12 janvier 2018    | 314                |
|             |              |                               |                    |                    |
| 61          | 21           | Fresh Off the Run             | 16 janvier 2018    | 325                |
| 62          | 22           | Athletes in Paradise          | 16 janvier 2018    | 330                |
| 63          | 23           | Big Time Run                  | 17 janvier 2018    | 328                |
| 64          | 24           | Going for the Gold            | 18 janvier 2018    | 329                |
| 65          | 25           | A Modern Wimpy Fuller Run     | 19 janvier 2018    | 327                |
|             |              |                               |                    |                    |
| 66          | 26           | Supersized Prizes in Paradise | 22 janvier 2018    | 301                |
| 67          | 27           | A Prized Packed Run           | 23 janvier 2018    | 326                |
| 68          | 28           | Big Run, Big Prize            | 24 janvier 2018    | 324                |
| 69          | 29           | A Supersized Run              | 25 janvier 2018    | 302                |
| 70          | 30           | High Octane Run               | 26 janvier 2018    | 303                |

## Audiences
| Saison | Début de saison   | Début de saison | Début de saison | Fin de saison     | Fin de saison   | Fin de saison | Moyenne des téléspectateurs |
| Saison | Date de diffusion | Téléspectateurs | Ref.            | Date de diffusion | Téléspectateurs | Ref.          | Moyenne des téléspectateurs |
| ------ | ----------------- | --------------- | --------------- | ----------------- | --------------- | ------------- | --------------------------- |
| 1      | 1er février 2016  | 1 460 000       | [ 7 ]           | 29 février 2016   | 1 250 000       | [ 8 ]         | 1 460 000                   |
| 2      | 14 novembre 2016  | 1 880 000       | [ 9 ]           | 26 janvier 2017   | 1 280 000       | [ 10 ]        | 1 520 000                   |
| 3      | 13 novembre 2017  | 1 330 000       | [ 11 ]          | 26 janvier 2018   | 1 010 000       | [ 12 ]        | 1 070 000                   |